# Ricardo Arias Calderón
Ricardo Arias Calderón (4 mai 1933 - 13 février 2017) était un homme politique panaméen qui a été Premier vice-président du pays de 1989 à 1992. Catholique ayant étudié à Yale et à la Sorbonne, il est retourné au Panama dans les années 1960 pour réformer la politique. Il devient ensuite président du Parti chrétien-démocrate du Panama et l'un des principaux opposants au gouvernement militaire de Manuel Noriega. En 1984, il s'est présenté comme candidat à la deuxième vice-présidence sur la liste du triple ancien président Arnulfo Arias, mais ils seront battus par le candidat pro-Noriega Nicolás Ardito Barletta.
À la suite d'une élection annulée en 1989 (en) et de l'invasion américaine du Panama la même année, Arias Calderón a prêté serment en tant que premier vice-président du Panama sous le président Guillermo Endara. À la suite des tensions croissantes au sein de la coalition au pouvoir, Arias démissionne de son poste le 17 décembre 1992, en déclarant que le gouvernement n'avait pas fait assez pour aider le peuple panaméen. Il a continué à être une voix active dans la politique panaméenne après sa démission, soutenant le projet d'expansion du canal de Panama et s'opposant à l'extradition de Noriega.

## Origines
La famille maternelle d'Arias était originaire du Nicaragua mais l'a quittée lors des bouleversements politiques avant sa naissance. L'un des grands-oncles d'Arias s'est présenté à la présidence du Panama, tandis qu'un autre était un partisan du révolutionnaire nicaraguayen Sandino.Cette histoire familiale a donné à Arias un intérêt précoce pour la politique. Son père, un ingénieur, est décédé quand Arias avait deux ans, et il a été élevé principalement par sa tante, sa grand-mère et sa mère qui s'est remariée plus tard avec un ambassadeur panaméen aux États-Unis.
Il a ensuite étudié à la Culver Military Academy dans l'Indiana aux États-Unis. Il s'est spécialisé par la suite en littérature anglaise à l'Université de Yale et en philosophie à l'Université Paris-Sorbonne. Catholique romain, Arias a été fortement influencé par le philosophe et éthicien catholique français Jacques Maritain. Accusé d'être distant de par son esthétique et sa raideur en public, Arias sera surnommé "Arias Cardinal Calderón" au cours de sa carrière politique.

## Début de carrière politique
Arias retourna au Panama au début des années 1960 pour travailler à la réforme politique, rejoignant le petit Parti chrétien-démocrate. En 1972, il quitte le pays avec sa famille pour devenir doyen puis vice-président de la Florida International University à Miami, en Floride, aux États-Unis. Cependant, en 1980, il décline une offre de prévôt et retourne à la politique au Panama.
Pendant le règne militaire de Manuel Noriega, Arias était un chef de l'opposition. En tant que président du Parti chrétien-démocrate du Panama, parti membre de l'Alliance de l'opposition civique démocratique (ADOC),, il s'est présenté sur le ticket de l'ancien président élu 3 fois, Arnulfo Arias (aucun lien de parenté)  lors des élections de 1984 (en) ou il brigua le poste de deuxième vice-président. Arnulfo Arias fût battu de justesse par l'allié de Noriega, Nicolás Ardito Barletta Vallarino, et l'opposition déclara l'élection frauduleuse.
En février 1988, des policiers en civil forcèrent sous la menace d'une arme Arias Calderón et sa femme à monter dans un avion pour le Costa Rica, pour ensuite passé un mois en exil à Miami. Il retourne au Panama en mars, appelant ouvertement à l'éviction de Noriega à son arrivée à l'aéroport international Omar Torrijos. Lors des élections de mai 1989 au Panama, Arias brigue le poste de premier vice-président avec l'ADOC, avec Guillermo Endara comme candidat à la présidence et Guillermo Ford (en) comme candidat au deuxième vice-président. Quelques jours après l'annulation de l' élection avant la fin du vote, par le gouvernement de Noriega, Endara, Arias et Ford furent attaqués devant la caméra par des partisans de Noriega alors que les forces de sécurité observaient et refusaient d'intervenir. En octobre de la même année, Arias a été brièvement arrêté pour avoir exhorté les citoyens à ne pas payer d'impôts au gouvernement.

## Vice présidence
À la suite de la chute de Noriega lors de l' invasion américaine du Panama en décembre 1989 , le président Endara désignera Arias vice-président du Panama et l' honorera sur une base militaire américaine.
Arias fût chargé de réformer les forces de police en les plaçant sous contrôle civil. Il employa de manière controversée d'anciens membres des Forces de défense panaméennes de Noriega, déclarant qu'il leur faisait confiance pour sa propre sécurité et qu'il était "temps de se tourner vers l'avenir". Leur défense divisa la coalition et cela déclencha en 1990 des rumeurs selon lesquelles lui et le CDP tentaient un coup d'État alors qu'Endara était hors du pays. Les bureaux présidentiels furent ainsi occupés par des loyalistes armés du Président, qui tirèrent accidentellement et tuèrent l'un des membres du personnel d'Endara.
Au début de 1991, la coalition ADOC commence à se défaire alors qu'Endara, Arias et Ford se critiquent publiquement. Le 8 avril, accusant les chrétiens-démocrates d'Arias de ne pas s'être ralliés à son soutien lors d'un vote de destitution, Endara renvoie Arias du cabinet.
Arias démissionne de la vice-présidence le 17 décembre 1992, déclarant lors d'une conférence de presse que le gouvernement d'Endara "n'écoute pas le peuple, ni n'a le courage d'apporter des changements". Le Président lui répondra que la démission d'Arias était de la "démagogie" et "ne faisait que commencer sa campagne politique de 1994 à l'avance".

## Activité ultérieure
Arias s'opposait à la présence américaine au Panama après l'invasion, avant la remise du canal de Panama à l'Autorité du canal de Panama le 31 décembre 1999. En 1998, il fut critiqué par le successeur d'Endara, Ernesto Pérez Balladares, comme étant « immoral » pour avoir a réclamé près de 100 000 $ de salaire de son mandat de vice-président malgré sa démission. Arias le défiat ensuite dans un débat sur la moralité des projets de ce dernier visant à amender la constitution et à briguer un second mandat.
En 2001, il publia un livre, Democracy without an Army: The Panamanian Experience, affirmant que la nation doit garder ses forces de sécurité dépolitisées. Cette même année, il s'allie au Parti révolutionnaire démocrate, l'ancien parti de Noriega. Il a ensuite porté des accusations de diffamation criminelle contre le dessinateur de La Prensa Julio Briceño pour un dessin animé d'Arias debout à côté du Grim Reaper, représentant la nouvelle alliance. Arias a en outre demandé un million de dollars de dommages et intérêts, déclarant: "Cette caricature m'a rendu complice d'un crime... C'était une diffamation que je ne pouvais ni accepter ni tolérer. C'est moi qui ai dénoncé ces crimes à l'époque de la dictature. " En 2006, il a soutenu un projet d'élargissement du canal, le qualifiant de "suicide historique" de ne pas le faire.
Arias s'est opposé à l'extradition de Noriega de la France vers le Panama en 2011, avertissant que l'ancien dictateur pourrait instituer un "populisme démagogique" similaire à celui d'Hugo Chávez au Venezuela.

## Vie personnelle
Il épousa sa femme cubaine, Teresita, en 1964 avec qui il a eu quatre enfants. Dans les années 1960, elle a innové pour les épouses politiques en assistant à des rassemblements politiques et en faisant activement campagne pour son mari. Parce qu'Endara était veuve, elle a également agi en tant que première dame du Panama jusqu'à ce qu'Endara se remarie avec Ana Mae Diaz Chen (en) en 1990.